# Leudon-en-Brie
Leudon-en-Brie est un village français située dans le département de Seine-et-Marne en région Île-de-France.

## Géographie

### Localisation
Leudon-en-Brie est situé dans la Brie à 18 km au sud-est de Coulommiers et à 8 km au sud de La Ferté-Gaucher.

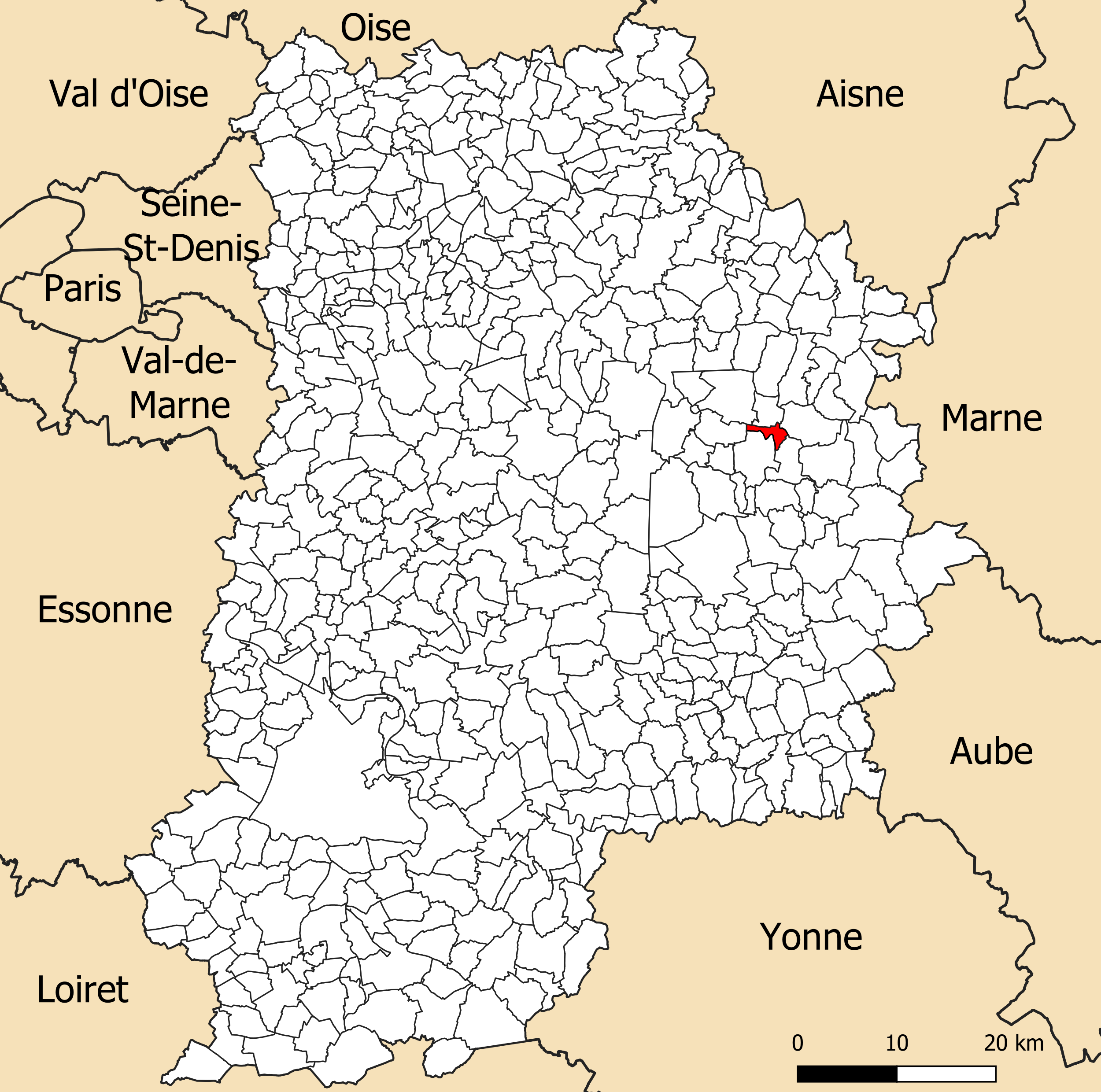
Localisation de la commune de Leudon-en-Brie dans le département de Seine-et-Marne.

### Communes limitrophes
| Choisy-en-Brie | Chartronges    |                          |

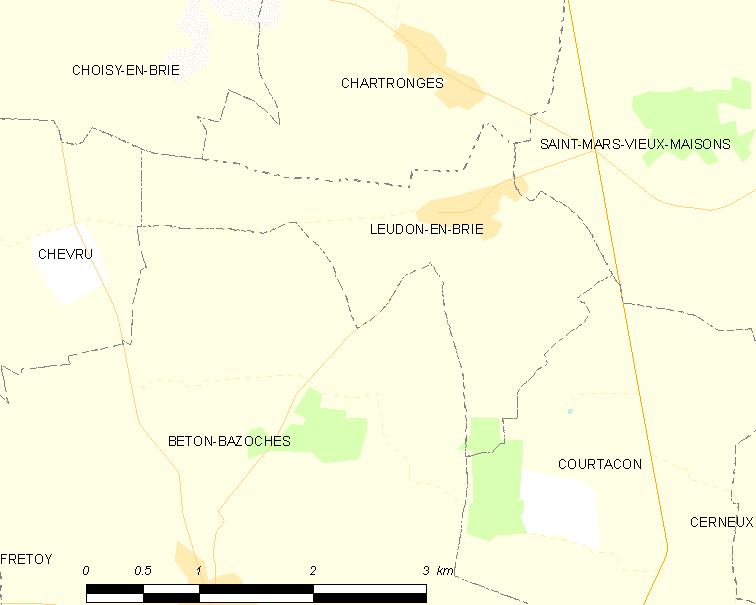
Carte des communes limitrophes de Leudon-en-Brie.

| Chevru         | Leudon-en-Brie | Saint-Mars-Vieux-Maisons |
| Beton-Bazoches |                | Courtacon                |

### Hydrographie

#### Réseau hydrographique

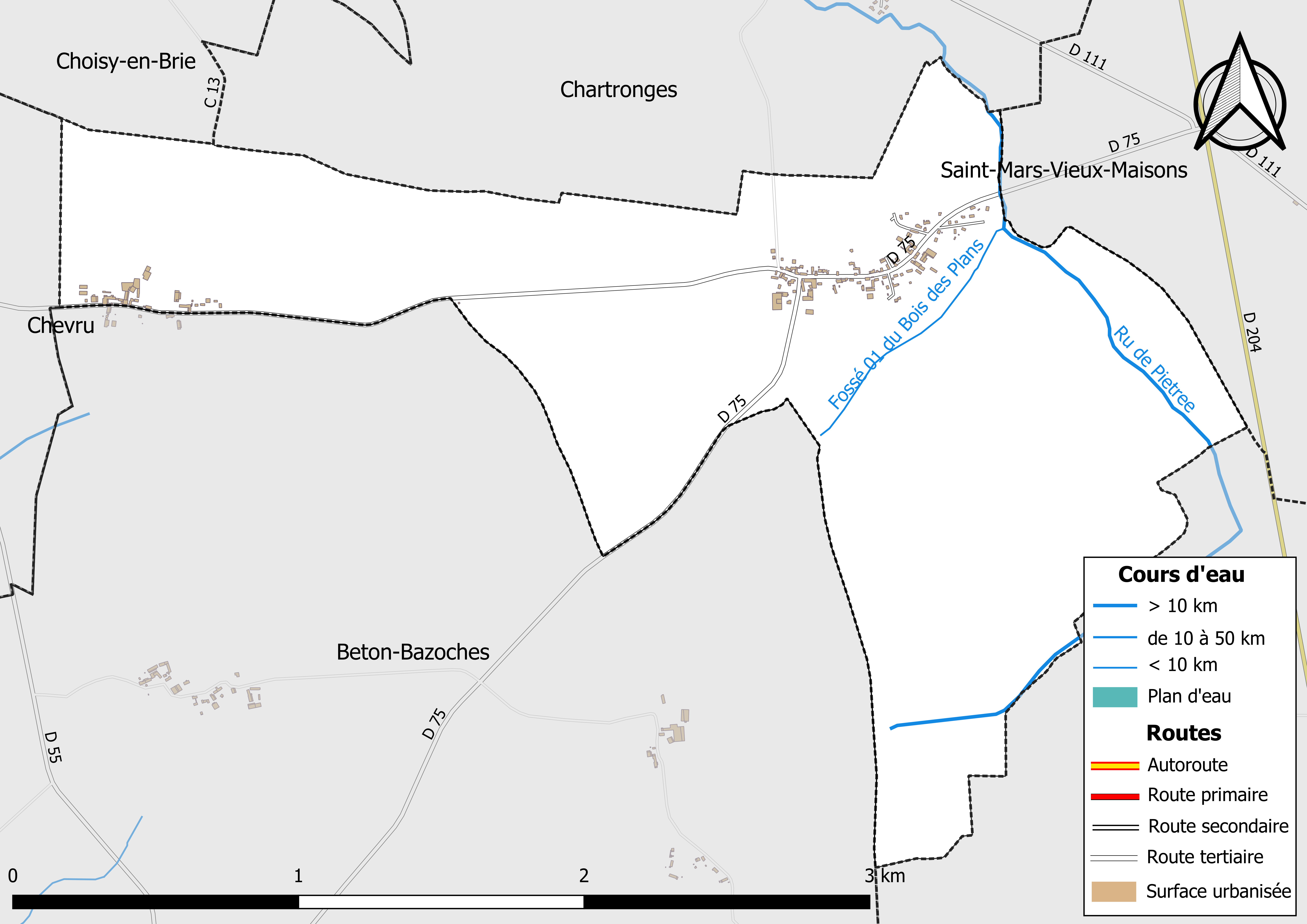
Carte des réseaux hydrographique et routier de Leudon-en-Brie.

Le réseau hydrographique de la commune se compose de deux cours d'eau référencés :
- le ru de Vannetin, long de 18,63 km[1], y prend sa source ;
  - le fossé 01 du Bois des Plans, 1,01 km[2], affluent du Vannetin.

La longueur totale des cours d'eau sur la commune est de 3,05 km.

#### Gestion des cours d'eau
Afin d’atteindre le bon état des eaux imposé par la Directive-cadre sur l'eau du 23 octobre 2000, plusieurs outils de gestion intégrée s’articulent à différentes échelles : le SDAGE, à l’échelle du bassin hydrographique, et le SAGE, à l’échelle locale. Ce dernier fixe les objectifs généraux d’utilisation, de mise en valeur et de protection quantitative et qualitative des ressources en eau superficielle et souterraine. Le département de Seine-et-Marne est couvert par six SAGE, au sein du bassin Seine-Normandie.
La commune fait partie du SAGE « Petit et Grand Morin », approuvé le 21 octobre 2016. Le territoire de ce SAGE comprend les bassins du Petit Morin (630 km2) et du Grand Morin (1 185 km2). Le pilotage et l’animation du SAGE sont assurés par le syndicat mixte d'aménagement et de gestion des Eaux (SMAGE) des 2 Morin, qualifié de « structure porteuse ».

### Climat
Pour des articles plus généraux, voir Climat de l'Île-de-France et Climat de Seine-et-Marne.
En 2010, le climat de la commune est de type climat océanique dégradé des plaines du Centre et du Nord, selon une étude du CNRS s'appuyant sur une série de données couvrant la période 1971-2000. En 2020, Météo-France publie une typologie des climats de la France métropolitaine dans laquelle la commune est exposée à un climat océanique altéré et est dans la région climatique Nord-est du bassin Parisien, caractérisée par un ensoleillement médiocre, une pluviométrie moyenne régulièrement répartie au cours de l’année et un hiver froid (3 °C).
Pour la période 1971-2000, la température annuelle moyenne est de 10,4 °C, avec une amplitude thermique annuelle de 15,3 °C. Le cumul annuel moyen de précipitations est de 716 mm, avec 11,6 jours de précipitations en janvier et 7,8 jours en juillet. Pour la période 1991-2020, la température moyenne annuelle observée sur la station météorologique la plus proche, située sur la commune de Chevru à 5 km à vol d'oiseau, est de 11,2 °C et le cumul annuel moyen de précipitations est de 697,7 mm,. Pour l'avenir, les paramètres climatiques de la commune estimés pour 2050 selon différents scénarios d'émission de gaz à effet de serre sont consultables sur un site dédié publié par Météo-France en novembre 2022.
| Mois                                  | jan.            | fév.           | mars          | avril         | mai             | juin           | jui.           | août           | sep.         | oct.            | nov.          | déc.             | année      |
| ------------------------------------- | --------------- | -------------- | ------------- | ------------- | --------------- | -------------- | -------------- | -------------- | ------------ | --------------- | ------------- | ---------------- | ---------- |
| Température minimale moyenne (°C)     | 1,3             | 1,3            | 3,3           | 5,1           | 8,7             | 11,5           | 13,3           | 13,2           | 10,4         | 7,8             | 4,2           | 2                | 6,8        |
| Température moyenne (°C)              | 3,7             | 4,4            | 7,5           | 10,2          | 13,9            | 17             | 19,3           | 19,2           | 15,7         | 11,8            | 7,1           | 4,4              | 11,2       |
| Température maximale moyenne (°C)     | 6,1             | 7,4            | 11,7          | 15,3          | 19              | 22,5           | 25,3           | 25,3           | 21           | 15,7            | 9,9           | 6,7              | 15,5       |
| Record de froid (°C) date du record   | −15,8 08.01.10  | −13,9 04.02.12 | −9,2 13.03.13 | −4,4 06.04.21 | −1,3 05.05.1996 | 1,4 04.06.1991 | 5,5 13.07.1993 | 4,6 26.08.1993 | 1,8 30.09.22 | −3,8 30.10.1997 | −9,7 30.11.10 | −12,7 31.12.1996 | −15,8 2010 |
| Record de chaleur (°C) date du record | 15,6 05.01.1999 | 18,6 27.02.19  | 24,6 31.03.21 | 28,2 20.04.18 | 30,9 27.05.05   | 35,8 27.06.11  | 41,5 25.07.19  | 39,7 12.08.03  | 34 09.09.23  | 28,3 01.10.11   | 21 07.11.15   | 16,6 07.12.00    | 41,5 2019  |
| Précipitations (mm)                   | 57,8            | 52,6           | 51,2          | 51,6          | 67,1            | 51,5           | 55,9           | 56             | 56,1         | 64,7            | 60,9          | 72,3             | 697,7      |

### Milieux naturels et biodiversité

#### Réseau Natura 2000

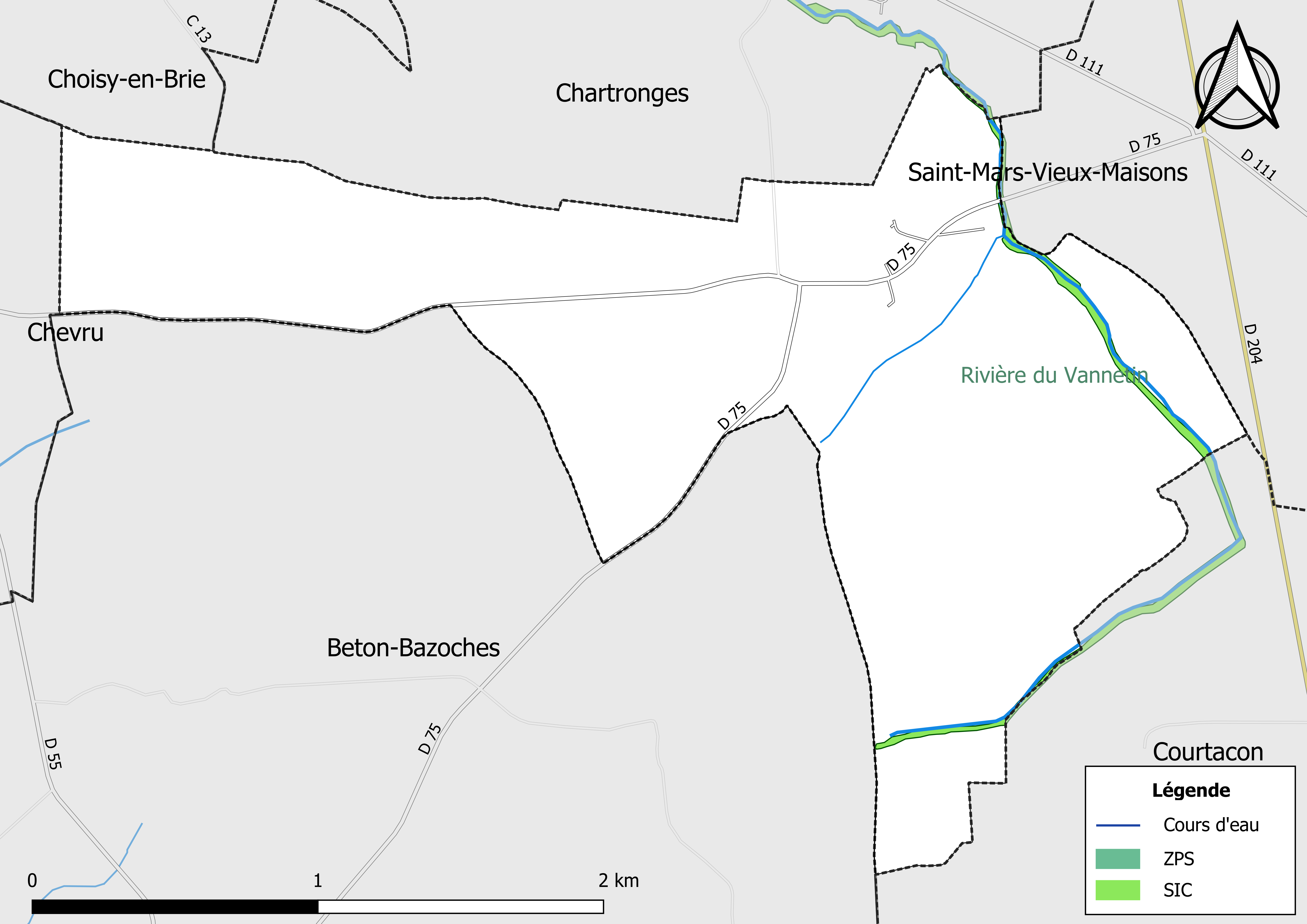
Sites Natura 2000 sur le territoire communal.

Le réseau Natura 2000 est un réseau écologique européen de sites naturels d’intérêt écologique élaboré à partir des Directives « Habitats » et « Oiseaux ». Ce réseau est constitué de Zones spéciales de conservation (ZSC) et de Zones de protection spéciale (ZPS). Dans les zones de ce réseau, les États Membres s'engagent à maintenir dans un état de conservation favorable les types d'habitats et d'espèces concernés, par le biais de mesures réglementaires, administratives ou contractuelles.
Un site Natura 2000 a été défini sur la commune au titre de la « directive Habitats », : 
la « Rivière du Vannetin », d'une superficie de 63,3 ha, une rivière de première catégorie piscicole située dans un contexte agricole encore varié et extensif mais qui a conservé des écosystèmes naturels particulièrement riches pour la région Île-de-France. Ce cours d’eau accueille des populations de Lamproie de Planer et de Chabot. La Loche de rivière a aussi été observée sur le site,.

## Urbanisme

### Typologie
Au 1er janvier 2024, Leudon-en-Brie est catégorisée commune rurale à habitat dispersé, selon la nouvelle grille communale de densité à sept niveaux définie par l'Insee en 2022.
Elle est située hors unité urbaine. Par ailleurs la commune fait partie de l'aire d'attraction de Paris, dont elle est une commune de la couronne,. Cette aire regroupe 1 929 communes,.

### Occupation des sols
L'occupation des sols de la commune, telle qu'elle ressort de la base de données européenne d’occupation biophysique des sols Corine Land Cover (CLC), est marquée par l'importance des territoires agricoles (92,4 % en 2018), une proportion identique à celle de 1990 (92,4 %). La répartition détaillée en 2018 est la suivante : 
terres arables (92,4%), zones urbanisées (5,6%), forêts (2 %).
Parallèlement, L'Institut Paris Région, agence d'urbanisme de la région Île-de-France, a mis en place un inventaire numérique de l'occupation du sol de l'Île-de-France, dénommé le MOS (Mode d'occupation du sol), actualisé régulièrement depuis sa première édition en 1982. Réalisé à partir de photos aériennes, le Mos distingue les espaces naturels, agricoles et forestiers mais aussi les espaces urbains (habitat, infrastructures, équipements, activités économiques, etc.) selon une classification pouvant aller jusqu'à 81 postes, différente de celle de Corine Land Cover,,. L'Institut met également à disposition des outils permettant de visualiser par photo aérienne l'évolution de l'occupation des sols de la commune entre 1949 et 2018.

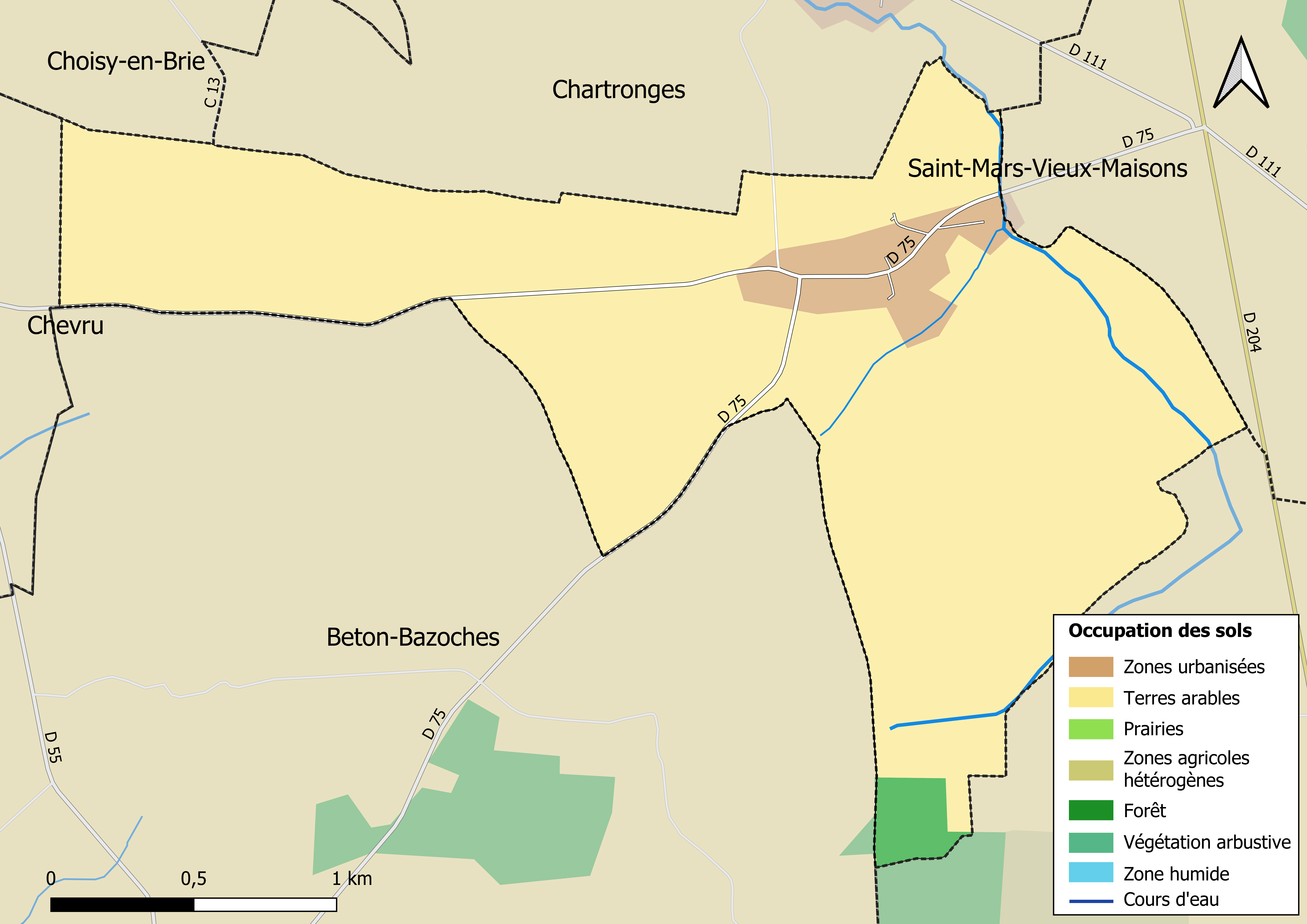
Carte des infrastructures et de l'occupation des sols en 2018 (CLC) de la commune.
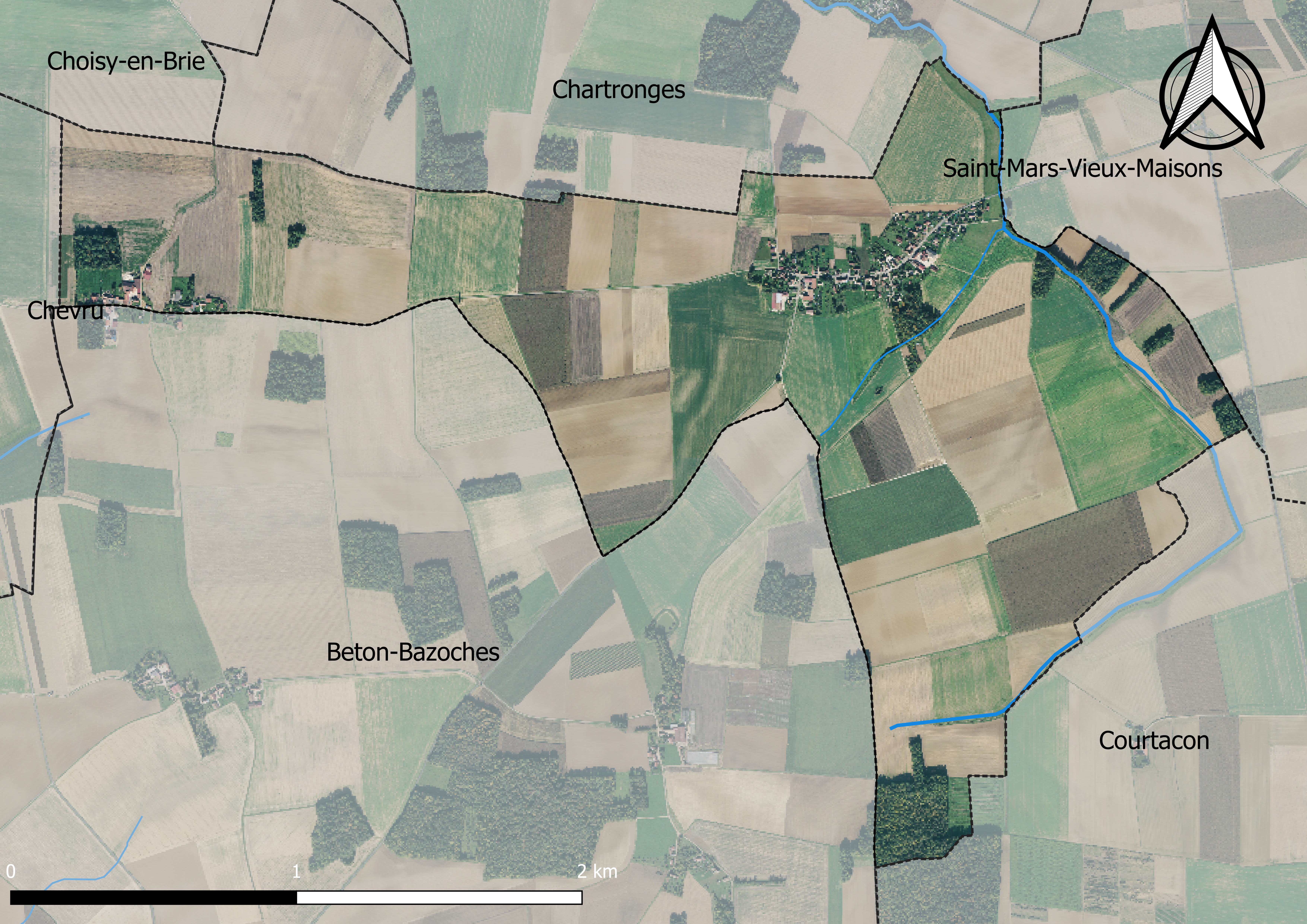
Carte orhophotogrammétrique de la commune.

### Planification
La commune disposait en 2019 d'un plan local d'urbanisme en révision. Le zonage réglementaire et le règlement associé peuvent être consultés sur le Géoportail de l'urbanisme.

### Lieux-dits et écarts
La commune compte 32 lieux-dits administratifs répertoriés consultables ici dont la Hante (partagé avec Beton-Bazoches).

### Logement
En 2017, le nombre total de logements dans la commune était de 66 dont 92,4 % de maisons et 7,6 % d'appartements.
Parmi ces logements, 93,9 % étaient des résidences principales, 4,6 % des résidences secondaires et 1,5 % des logements vacants.
La part des ménages fiscaux propriétaires de leur résidence principale s'élevait à 85,4 % contre 14,5 % de locataires.

## Toponymie
Il semblerait que Ludon (premier nom du village, avant 1921) vienne de Lug, dieu de la mythologie celte. Leudon, à cause d'un balancement de l'accent tonique dans la forme simplifiée lUgdunum ou lugdUnum qui a donné Lyon et Laon, résidences de Lug, dieu de la lumière dont le grand domaine est la voie lactée.
Par arrêté du 7 janvier 1921, la commune de Leudon prend le nom de Leudon-en-Brie.

## Histoire
La première trace écrite de Leudon fut trouvée en 1369 sous le nom de Ludon en 1369 (Pouillé). On peut supposer que ce village existait déjà au XIIIe siècle, époque où l'église Saint-Denis-Saint-Christophe fut construite.

## Politique et administration

### Liste des maires
| Période                                  | Période  | Identité     | Étiquette | Qualité     |
| ---------------------------------------- | -------- | ------------ | --------- | ----------- |
| Les données manquantes sont à compléter. |          |              |           |             |
| 1996                                     | 2020     | Joël Racinet |           | Agriculteur |
| 2020                                     | En cours | Claude Lecoq |           |             |

## Équipements et services

### Eau et assainissement
L’organisation de la distribution de l’eau potable, de la collecte et du traitement des eaux usées et pluviales relève des communes. La loi NOTRe de 2015 a accru le rôle des EPCI à fiscalité propre en leur transférant cette compétence. Ce transfert devait en principe être effectif au 1er janvier 2020, mais la loi Ferrand-Fesneau du 3 août 2018 a introduit la possibilité d’un report de ce transfert au 1er janvier 2026,.

#### Assainissement des eaux usées
En 2020, la commune de Leudon-en-Brie ne dispose pas d'assainissement collectif,.
L’assainissement non collectif (ANC) désigne les installations individuelles de traitement des eaux domestiques qui ne sont pas desservies par un réseau public de collecte des eaux usées et qui doivent en conséquence traiter elles-mêmes leurs eaux usées avant de les rejeter dans le milieu naturel. Le Syndicat mixte d'assainissement du Nord-Est  (SIANE) assure pour le compte de la commune le service public d'assainissement non collectif (SPANC), qui a pour mission de vérifier la bonne exécution des travaux de réalisation et de réhabilitation, ainsi que le bon fonctionnement et l’entretien des installations,.

#### Eau potable
En 2020, l'alimentation en eau potable est assurée par le syndicat de l'Eau de l'Est seine-et-marnais (S2E77) qui gère le service en régie,,.

## Population et société

### Démographie
L'évolution du nombre d'habitants est connue à travers les recensements de la population effectués dans la commune depuis 1793. Pour les communes de moins de 10 000 habitants, une enquête de recensement portant sur toute la population est réalisée tous les cinq ans, les populations de référence des années intermédiaires étant quant à elles estimées par interpolation ou extrapolation. Pour la commune, le premier recensement exhaustif entrant dans le cadre du nouveau dispositif a été réalisé en 2006.

En 2022, la commune comptait 167 habitants, en évolution de +2,45 % par rapport à 2016 (Seine-et-Marne : +3,92 %, France hors Mayotte : +2,11 %).
| 1793 | 1800 | 1806 | 1821 | 1831 | 1836 | 1841 | 1846 | 1851 |
| ---- | ---- | ---- | ---- | ---- | ---- | ---- | ---- | ---- |
| 194  | 209  | 228  | 208  | 193  | 190  | 200  | 216  | 210  |

| 1856 | 1861 | 1866 | 1872 | 1876 | 1881 | 1886 | 1891 | 1896 |
| ---- | ---- | ---- | ---- | ---- | ---- | ---- | ---- | ---- |
| 211  | 194  | 184  | 157  | 158  | 163  | 162  | 158  | 147  |

| 1901 | 1906 | 1911 | 1921 | 1926 | 1931 | 1936 | 1946 | 1954 |
| ---- | ---- | ---- | ---- | ---- | ---- | ---- | ---- | ---- |
| 141  | 140  | 123  | 137  | 118  | 134  | 131  | 135  | 116  |

| 1962 | 1968 | 1975 | 1982 | 1990 | 1999 | 2006 | 2011 | 2016 |
| ---- | ---- | ---- | ---- | ---- | ---- | ---- | ---- | ---- |
| 92   | 103  | 108  | 106  | 131  | 144  | 125  | 164  | 163  |

| 2021 | 2022 | - | - | - | - | - | - | - |
| ---- | ---- | - | - | - | - | - | - | - |
| 165  | 167  | - | - | - | - | - | - | - |

### Événements
- Brocante le 1er dimanche de mai.

## Économie
- Exploitations agricoles.

### Secteurs d'activité

#### Agriculture
Leudon-en-Brie est dans la petite région agricole dénommée la « Brie est », une partie de la Brie. En 2010, l'orientation technico-économique de l'agriculture sur la commune est la culture de céréales et d'oléoprotéagineux (COP).
Si la productivité agricole de la Seine-et-Marne se situe dans le peloton de tête des départements français, le département enregistre un double phénomène de disparition des terres cultivables (près de 2 000 ha par an dans les années 1980, moins dans les années 2000) et de réduction d'environ 30 % du nombre d'agriculteurs dans les années 2010. Cette tendance n'est pas confirmée au niveau de la commune qui voit le nombre d'exploitations rester constant entre 1988 et 2010. Parallèlement, la taille de ces exploitations augmente, passant de 105 ha en 1988 à 190 ha en 2010.
Le tableau ci-dessous présente les principales caractéristiques des exploitations agricoles de Leudon-en-Brie, observées sur une période de 22 ans : 
|                                      | 1988 | 2000 | 2010  |
| ------------------------------------ | ---- | ---- | ----- |
| Dimension économique,                |      |      |       |
| Nombre d’exploitations (u)           | 7    | 6    | 7     |
| Travail (UTA)                        | 18   | 17   | 8     |
| Surface agricole utilisée (ha)       | 736  | 939  | 1 329 |
| Cultures                             |      |      |       |
| Terres labourables (ha)              | 698  | 903  | 1 304 |
| Céréales (ha)                        | 494  | 644  | s     |
| dont blé tendre (ha)                 | 298  | 406  | 545   |
| dont maïs-grain et maïs-semence (ha) | 130  | 153  | 198   |
| Tournesol (ha)                       | s    |      |       |
| Colza et navette (ha)                | 75   | s    | 169   |
| Élevage                              |      |      |       |
| Cheptel (UGBTA)                      | 237  | 239  | 107   |

## Culture locale et patrimoine

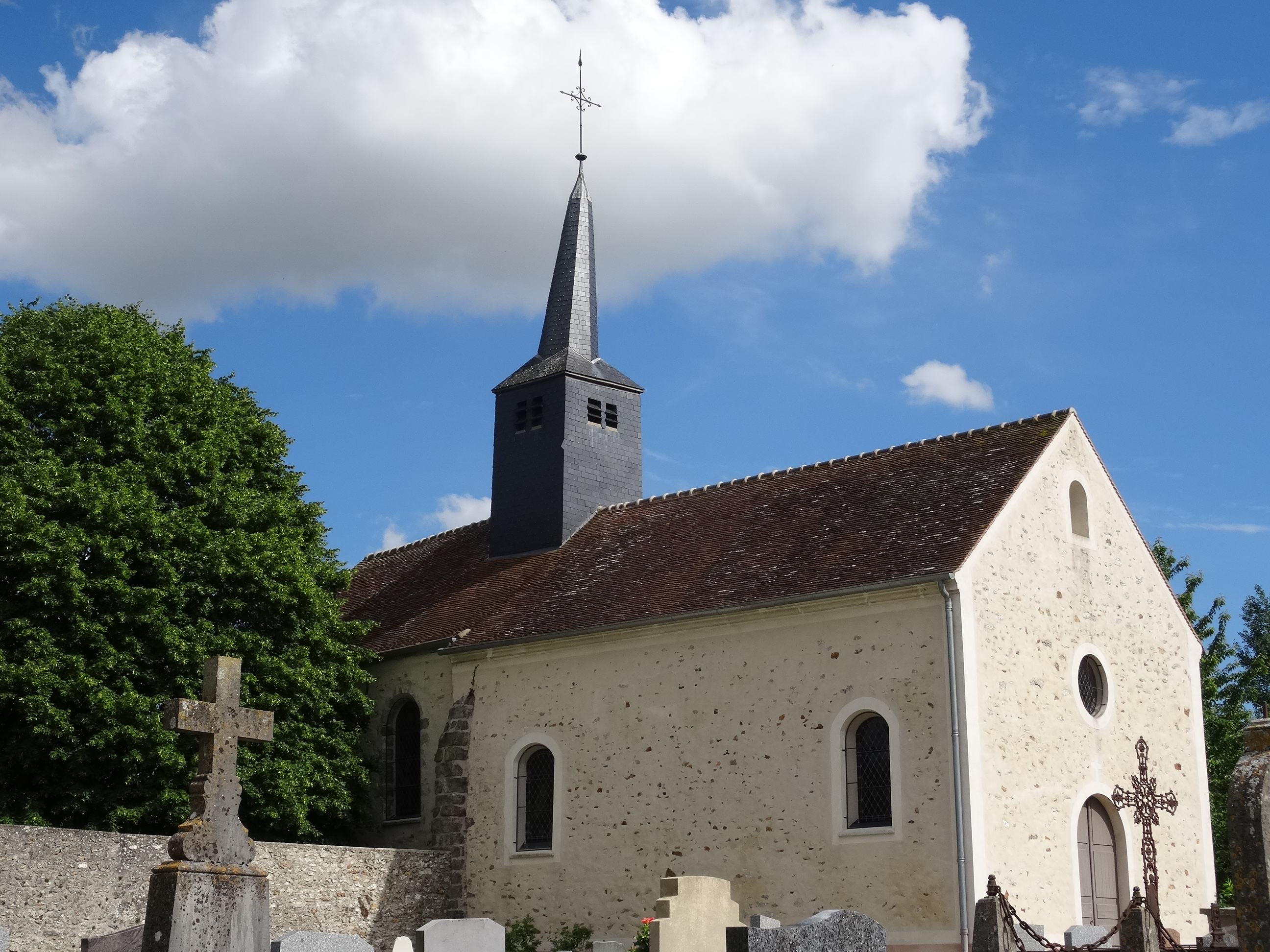
L'église Saint-Denis-et-Saint-Christophe.

### Lieux et monuments
- L'église Saint-Denis-et-Saint-Christophe.

Bâtiment  Inscrit MH (1928),.
- Pigeonnier octogonal du XIXe siècle.

### Patrimoine naturel
- Le « site Natura 2000 de la rivière du Vannetin »[51]

## Héraldique
| [[Image:\|Blason de Leudon-en-Brie\|100px]] | Blason  | Écartelé: au 1 d'argent à une tour masurée de gueules, ouverte et ajourée du champ, au 2 d'azur à trois fleurs de lis d'or, au 3 d'azur à un soleil non figuré d'or, au 4 de sinople à sept épis de blé d'or, empoignés en éventail et liés du même, à la lettre capitale L de sable brochant en cœur sur la partition. |
| [[Image:\|Blason de Leudon-en-Brie\|100px]] | Détails | Créé par JF Binon. Sur PanneauPocket 2023. |